# BEST of the Tank-top
BEST of the Tank-top（ベスト・オブ・ザ・タンクトップ）は、2023年11月15日にユニバーサルシグマから発売されたヤバイTシャツ屋さんの1枚目のベスト・アルバム。

## 概要
このアルバムはヤバイTシャツ屋さんが2023年で結成10周年を記念してリリースされたアルバムであり、本作のリリースは、同年8月17日の横浜BuzzFrontにて開催された「ヤバイTシャツ屋さん 緊急開催！重大発表をしまくるワンマンライブ （一部生配信あり！！！！！）」で発表された。
本作は10年間のバンド活動を網羅したような作品となっており、代表曲からライブの定番曲まで19曲が収録されている。また、ボーナストラックとして書き下ろし曲やこれまでCD化されてこなかった音源も収録された。
完全生産限定盤、初回限定盤、通常盤の3形態となっており、完全生産限定盤と初回限定盤は過去のミュージックビデオを集めたBlu-ray Discが付属する。また、完全生産限定盤はそれに加えて限定バスタオルも付属する。

## 収録内容

### CD（全形態共通）
- 1. あつまれ！パーティーピーポー
  - 作詞：DELATORRE ERIC、ERIC D LUX、GORDY SKYLER HUSTEN、GORDY STEFAN KENDAL、SMITH JONATHAN H、こやまたくや、作曲：Skyler Husten Gordy、Stefan Kendal Gordy、編曲：ヤバイTシャツ屋さん
- 2. ハッピーウェディング前ソング
  - 作詞・作曲：こやまたくや、編曲：ヤバイTシャツ屋さん
- 3. ヤバみ
  - 作詞・作曲：こやまたくや、編曲：ヤバイTシャツ屋さん
- 4. NO MONEY DANCE
  - 作詞・作曲：こやまたくや、編曲：ヤバイTシャツ屋さん
- 5. Blooming the Tank-top
  - 作詞・作曲：こやまたくや、編曲：ヤバイTシャツ屋さん
- 6. 鬼POP激キャッチー最強ハイパーウルトラミュージック
  - 作詞・作曲：こやまたくや、編曲：ヤバイTシャツ屋さん
- 7. KOKYAKU満足度1位
  - 作詞・作曲：こやまたくや、編曲：ヤバイTシャツ屋さん
- 8. ちらばれ！サマーピーポー
  - 作詞・作曲：こやまたくや、編曲：シライシ紗トリ
- 9. 無線LANばり便利
  - 作詞・作曲：こやまたくや、編曲：ヤバイTシャツ屋さん
- 10. Tank-top in your heart
  - 作詞・作曲：こやまたくや、編曲：ヤバイTシャツ屋さん
- 11. 泡 Our Music
  - 作詞・作曲：こやまたくや、編曲：ヤバイTシャツ屋さん
- 12. 肩 have a good day -2018ver.-
  - 作詞・作曲：こやまたくや、編曲：亀田誠治
- 13. Tank-top of the world
  - 作詞・作曲：こやまたくや、編曲：ヤバイTシャツ屋さん
- 14. Bluetooth love
  - 作詞・作曲：こやまたくや、編曲：ヤバイTシャツ屋さん
- 15. dabscription
  - 作詞・作曲：こやまたくや、編曲：永澤和真、ヤバイTシャツ屋さん
- 16. Tank-top Festival 2019
  - 作詞・作曲：こやまたくや、編曲：ヤバイTシャツ屋さん
- 17. 癒着☆NIGHT
  - 作詞・作曲：こやまたくや、編曲：ヤバイTシャツ屋さん
- 18. Give me the Tank-top
  - 作詞・作曲：こやまたくや、編曲：ヤバイTシャツ屋さん
- 19. かわE
  - 作詞・作曲：こやまたくや、編曲：ヤバイTシャツ屋さん

bonus track
- 20. BEST
  - 作詞・作曲：こやまたくや、編曲：ヤバイTシャツ屋さん
- 21. スーモマーチ（ハウ前ソver.）
  - 作詞：横澤宏一郎 、 葉葉 、 こやまたくや、作曲：川嶋可能 、 こやまたくや 、編曲：ヤバイTシャツ屋さん
- 22. スーモマーチ（ネコ飼いたいver.）
  - 作詞：横澤宏一郎 、 葉葉 、 こやまたくや、作曲：川嶋可能 、 こやまたくや 、編曲：ヤバイTシャツ屋さん
- 23. 大阪芸大MY REQUESTジングル〜ヤバイコラボ曲〜
  - 作詞・作曲：こやまたくや、編曲：ヤバイTシャツ屋さん
- 24. #このラジオがヤバい ジングル
  - 作詞・作曲：こやまたくや、編曲：ヤバイTシャツ屋さん
- 25. ゾロリのおれさま最高ソング（DEMO ver.）
  - 作詞・作曲：こやまたくや、編曲：ヤバイTシャツ屋さん
- 26. 喜志駅周辺なんもない（運賃改定ver.）
  - 作詞・作曲：こやまたくや、編曲：ヤバイTシャツ屋さん
- 27. ハッピーウェディング前ソング（2年以内に別れないver.）
  - 作詞・作曲：こやまたくや、編曲：ヤバイTシャツ屋さん

### Blu-ray Disc（完全生産限定盤、初回限定盤共通）
おもしろMusic Videoコレクション
- 1. あつまれ！パーティーピーポー
- 2. 無線LANばり便利
- 3. ヤバみ
- 4. 肩 have a good day
- 5. ハッピーウェディング前ソング
- 6. Tank-top in your heart
- 7. 肩 have a good day -2018 ver.-
- 8. 鬼POP激キャッチー最強ハイパーウルトラミュージック
- 9. KOKYAKU満足度1位
- 10. かわE
- 11. Tank-top Festival 2019
- 12. 癒着☆NIGHT
- 13. 泡 Our Music
- 14. Universal Serial Bus
- 15. sweet memories
- 16. Give me the Tank-top
- 17. げんきもりもり！モーリーファンタジー
- 18. NO MONEY DANCE
- 19. くそ現代っ子ごみかす20代
- 20. Bluetooth Love
- 21. dabscription
- 22. ちらばれ！サマーピーポー
- 23. hurray
- 24. Blooming the Tank-top